# راسيل إيتكن
راسيل إيتكن (بالإنجليزية: Russell Aitken)‏ هو لاعب دوري الرغبي أسترالي، ولد في 5 مايو 1985 في Sutherland, New South Wales ‏ في أستراليا.